# 巴塞隆納 (阿肯色州)
巴塞隆納（英語：Barcelona）是位於美國阿肯色州克勞福德縣的一個非建制地區。該地的面積和人口皆未知。

## 地理
巴塞隆納的座標為35°37′14″N 94°27′22″W / 35.62056°N 94.45611°W，而該地的平均海拔高度為165米（即540英尺）。